# Relaciones Estados Unidos-Macao
Las relaciones Estados Unidos-Macao son las relaciones diplomáticas entre Estados Unidos y Macao.

## Relación política
En reconocimiento del alto grado de autonomía de Macao, los Estados Unidos continúan tratando a Macao como un "área especial" distinta de la República Popular China: e. g., las sanciones impuestas a China después de las Protestas de la Plaza de Tiananmén de 1989 no se aplican a Macao. Para la lotería DV, los que nacieron en China continental no son elegibles para postularse, mientras que las personas nacidas en Macao están calificadas.
El gobierno de EE. UU. apoya la autonomía de Macao mediante el fortalecimiento de los lazos bilaterales mediante la promoción del comercio y la inversión bilaterales, la cooperación policial, los vínculos académicos y culturales y el diálogo y las visitas de alto nivel.
Después de los ataques del 11 de septiembre, los funcionarios de Macao se comprometieron a cooperar plenamente con los Estados Unidos y los esfuerzos mundiales contra el terrorismo. La legislatura aprobó una ley antiterrorista en abril de 2002 que incluye disposiciones que son consistentes con los requisitos de Resolución 1373 del Consejo de Seguridad de la ONU.

## Relaciones económicas
La ropa y los textiles de Macao continuaron ingresando a los Estados Unidos bajo cuotas de importación separadas de las de China. Bajo los términos de un Memorándum de entendimiento bilateral de septiembre de 2000, Macao y el gobierno de los EE. UU. cooperan para hacer cumplir las cuotas de textiles y prevenir el transbordo ilegal. Los Estados Unidos continuaron visitas periódicas de los Equipos de verificación del Servicio de Aduanas de los Estados Unidos de producción textil para garantizar el cumplimiento de los compromisos textiles bilaterales de Macao.
 
La protección de derechos de propiedad intelectual sigue siendo un tema prioritario en la agenda económica bilateral de los EE. UU. Y Macao. El progreso de Macao desde 1999 en el fortalecimiento de las leyes de derechos de propiedad intelectual, el ajuste de los controles sobre la fabricación de DVD y VCD, y la intensificación de la aplicación de derechos de propiedad intelectual a nivel de las calles, hizo que Macao se retirara de la lista especial 301 de USTR en 2002. El nuevo servicio de aduanas de Macao trabajó con asociaciones de la industria de EE. UU. y mantuvo operaciones de alto tempo para combatir la piratería.
Se espera que la inversión estadounidense en Macao, aunque pequeña en el pasado, aumente en los próximos años como resultado de la adjudicación en 2002 de dos concesiones de juego a consorcios con intereses de los EE. UU. Aunque el comercio con Macao representa una pequeña parte del comercio de Estados Unidos, Estados Unidos fue el segundo mayor socio comercial de Macao después de la República Popular China. Las exportaciones e importaciones estadounidenses desde Macao en 2002 fueron de USD $ 79 millones y USD $ 1,2 mil millones, respectivamente. Después de que el gobierno de Macao terminó el juego [monopolio] de la [Sociedad de Turismo y Diversas de Macao] (STDM) de 40 años de edad, en febrero de 2002, el gobierno otorgó concesiones a tres consorcios, incluidos dos con importantes inversión. La reestructuración de la industria del juego sigue siendo la pieza central de Macao: los esfuerzos para mejorar su reputación internacional y convertirse en un "Las Vegas", como los juegos, las convenciones y los destinos de vacaciones orientados a la familia. La posible nueva inversión de USD $ 1,5-2,5 mil millones en el mediano plazo aumentará los empleos y los ingresos y aumentará dramáticamente el perfil de negocios de los EE. UU. en Macao. La inversión de los EE. UU. en Macao se centra principalmente en el juego, y cinco de los trece de los casinos de Macao son propiedad de empresas estadounidenses.

## Oficinas y funcionarios
El gobierno de los Estados Unidos no tiene oficinas en Macao. Los intereses de los Estados Unidos están representados por el Consulado General de los Estados Unidos en Hong Kong.